# Voluntaris
Voluntaris (títol original: Volunteers) és una pel·lícula estatunidenca dirigida per Nicholas Meyer el 1985. Ha estat doblada al català

## Argument
Un guapo fill de papa xerraire i jugador empedreït embarca a contra-cor per una missió humanitària cap a l'Àsia del sud-est el dia que es veu incapaç de retornar un deute de joc.

## Repartiment
- Tom Hanks: Lawrence Whatley Bourne III
- Rita Wilson: Beth Wexler
- Gedde Watanabe: At Toon
- John Candy: Tom Tuttle
- Tim Thomerson: John Reynolds
- George Plimpton: Lawrence Bourne, Jr.
- Ernest Harada: Chung Mee
- Allan Arbus: Albert Bardenaro
- Xander Berkeley: Kent Sutcliffe
- Shakti: Lucille
- Clyde Kusatsu: Souvanna
- Ji-Tu Cumbuka: Cicero